# Meganaclia carnea
Meganaclia carnea är en fjärilsart som beskrevs av George Francis Hampson 1898. Meganaclia carnea ingår i släktet Meganaclia och familjen björnspinnare. Inga underarter finns listade i Catalogue of Life.